# Chimonocalamus tortuosus
Chimonocalamus tortuosus är en gräsart som beskrevs av Chi Ju Hsueh och Tong Pei Yi. Chimonocalamus tortuosus ingår i släktet Chimonocalamus och familjen gräs.
Artens utbredningsområde är Tibet. Inga underarter finns listade i Catalogue of Life.